# Orazio Toscanella
Orazio Toscanella né à Toscanella (it) (province de Bologne) entre 1510 et 1520 et mort à Venise après 1579 est un littérateur et philologue italien.

## Biographie
Ainsi appelé du nom d’une petite ville située entre la Toscane et les États de l'Église, il naquit vers le commencement du XVIe siècle. Il appartenait à une famille distinguée ; et l’on ne sait pas ce qui put le décider à vivre loin de son pays, dans un état bien voisin de l’indigence. C’est peut-être à ces circonstances et à sa qualité de pédagogue qu’on doit le grand nombre de traductions et d’ouvrages élémentaires qu’il a composés. Ils eurent beaucoup de vogue de son temps. La liste de ses ouvrages se compose à-peu-près de quarante ; articles et pour la quantité, il n’y a que Ruscelli, Dolce et Domenichi qui puissent entrer en concurrence avec lui. Pierre l'Arétin (Lettere, liv. VII, p. 249) l’appelle la lumière et l’honneur de Castelbaldo, petite ville entre Vérone et Padoue, où Toscanella remplissait modestement les fonctions de précepteur. Il alla ensuite s’établir à Venise, et il y épousa une dame qui lui apporta cent ducats en dot. C’était beaucoup pour quelqu’un qui avait été obligé d’emprunter à sa servante de quoi payer un mémoire d’imprimeur. Il mourut en laissant à ses exécuteurs testamentaires, Gian Battista Recanati et Celio Magno, le soin d’acquitter cette dette. Non content de tout ce qu’il avait publié de son vivant, il recommanda qu’immédiatement après sa mort on mit sous presse une Histoire universelle, divisée en plusieurs livres, et qu’il destinait au grand-duc de Toscane. Il légua à sa servante la moitié des bénéfices de cette publication posthume ; mais n’étant pas habitué à gagner avec les libraires, il ne comptait que sur le produit de la dédicace. Ce testament porte la date de 1579 ; on ignore celle de la mort de Toscanella.

## Œuvres
- Rettorica ad Erennio di Cicerone, ridotta in alberi, Venise, 1561, in-4°.
- Prontuario di voci volgari e latine, ibid., 1565, in-4°.
- Nuove teorie de’ pianeti, trad. du latin de Peuerbach, ibid., 1566, in-8° ; ouvrage inconnu à Paitoni et à Argelati.
- Istituzioni oratorie di Quintiliano, trad. du latin, ibid., 1566, in-4°.
- Trattato in materia di scrivere storia, ibid., 1567, in-8°.
- Nomi antichi e moderni delle provincie, città, etc., dell’Europa, Africa ed America, ib., 1567, in-8°.
- Gioje istoriche aggiunte alla prima parte delle Vite di Plutarco, ibid., 1568, in-4°.
- Dittionario volgare et latino, (…) con la lingua fiamminga, spagnuola & altre lingue, Venise, 1568 ; et nombreuses rééditions.
- Bellezze del Furioso, con gli argomenti ed allegorie de i canti, ib., 1574, in-4°, fig.
- Esercitazioni rettoriche di Quintiliano, trad. du latin, ibid., 1586, in-4°.